# 周盛波
周盛波（？—1888年），字海舲，安徽合肥人，平定太平天国捻軍之淮軍、清軍名將，弟周盛傳。

## 安徽鄉勇
- 咸丰三年，太平軍陷安庆，皖北土匪纷起，盛波兄弟六人，团练乡勇保卫乡里，屡出杀太平軍。兄盛华及弟三人皆死事，惟存盛波与弟盛传，以勇名。陈玉成、陈得才等屡扰境，波等以练丁二千随方迎敌，相持数年，遂越境出剿近县，饷械皆所自备，累奖守备。
- 同治元年，李鸿章募淮军援江苏，令盛波就所部选募成军，曰[盛字营]。从至上海，破太平軍於北新泾，擢游击。又大破贼於四江口，赐号卓勇巴图鲁。
- 二年，克太仓，进昆山，扼双凤桥，复县城。破麦市桥太平軍垒，擢副将。进攻江阴，击败太平軍援。会克县城，以总兵记名。会攻无锡，毁太平軍船百馀，破惠山石卡，擒太平軍酋黄子隆，以提督记名，予一品封典。
- 三年，合围常州，盛波由小南门攻入，太平軍首「列王」(一說「佐王」)費天將就擒，以总兵侭题奏。时江宁(南京)已复，馀党黄文英走踞广德，盛波追之至横山[哪裡？]，文英遁走。城太平軍拒战，败之，复广德，进至宁国境而还，赐黄马褂。

## 剿捻軍
- 同治四年(1865年)，从曾国藩剿捻軍。张宗禹围雉河集，盛波赴援，循涡河岸破捻軍。英翰军突围夹击，围始解。授甘肃凉州镇总兵，败捻軍於宁陵。五年，拔菏泽游庄寨、方埠捻軍巢，被珍赉。五月，牛洛红窜亳州，截击於白龙王庙，大破之。是年冬，追捻軍云梦，连败之於两河口、沙河、胡家店。
- 六年，蹑追任柱至信阳，与弟盛传分路蹙之台子畈山中，捻軍舍骑四窜，追及谈家河，擒捻軍目汪老魁等。赖文光来援，复击败之。九月，破沭阳程寨捻軍，又败之於石榴寨、高家寨，追至海州阿胡镇，歼悍党赵天福，东捻寻平。

- 七年，西捻张宗禹窜畿辅(河北省)，盛波追至陵县土桥，马步合击，捻軍溃走。五月，盛波驻毛家庄，捻軍由吴桥来犯，设伏痛击，斩级数千。袭捻軍於杨丁庄，阵斩总愚之张三彪。六月，会击於茌平，总愚走死。西捻平，晋号福龄阿巴图鲁。

## 駐防天津
- 军事定，以母老陈请回籍终养，寻以前年所部攻破河南唐县民寨，惨毙多命，为巡抚李鹤年所劾，褫职，交李鸿章按治，以盛波身在前敌，免其科罪。九年，鸿章疏陈盛波功多，复原官。
- 光绪十年，命在淮北选募精壮十营赴天津备防，责司训练。丁母忧，奏，许弟盛传回籍治丧，盛波仍留营。周盛传寻卒，所遗湖南提督即以盛波代署，疏辞，不允。服阕，实授。十四年，卒。

## 勋望淮軍第一
- 李鸿章疏陈战绩，谓周盛波治军严而不苛，人乐为用。善察地势，审贼情，部曲经其指授，辄有家法。防海以来，所部为淮军最大之军，诸军勋望无出其右。
- 光緒皇帝诏优恤，建专祠，谥刚敏。